# Tersilochus liopleuris
Tersilochus liopleuris là một loài tò vò trong họ Ichneumonidae.